# 阿根廷灣
62°40′11.1″S 60°24′20.8″W / 62.669750°S 60.405778°W

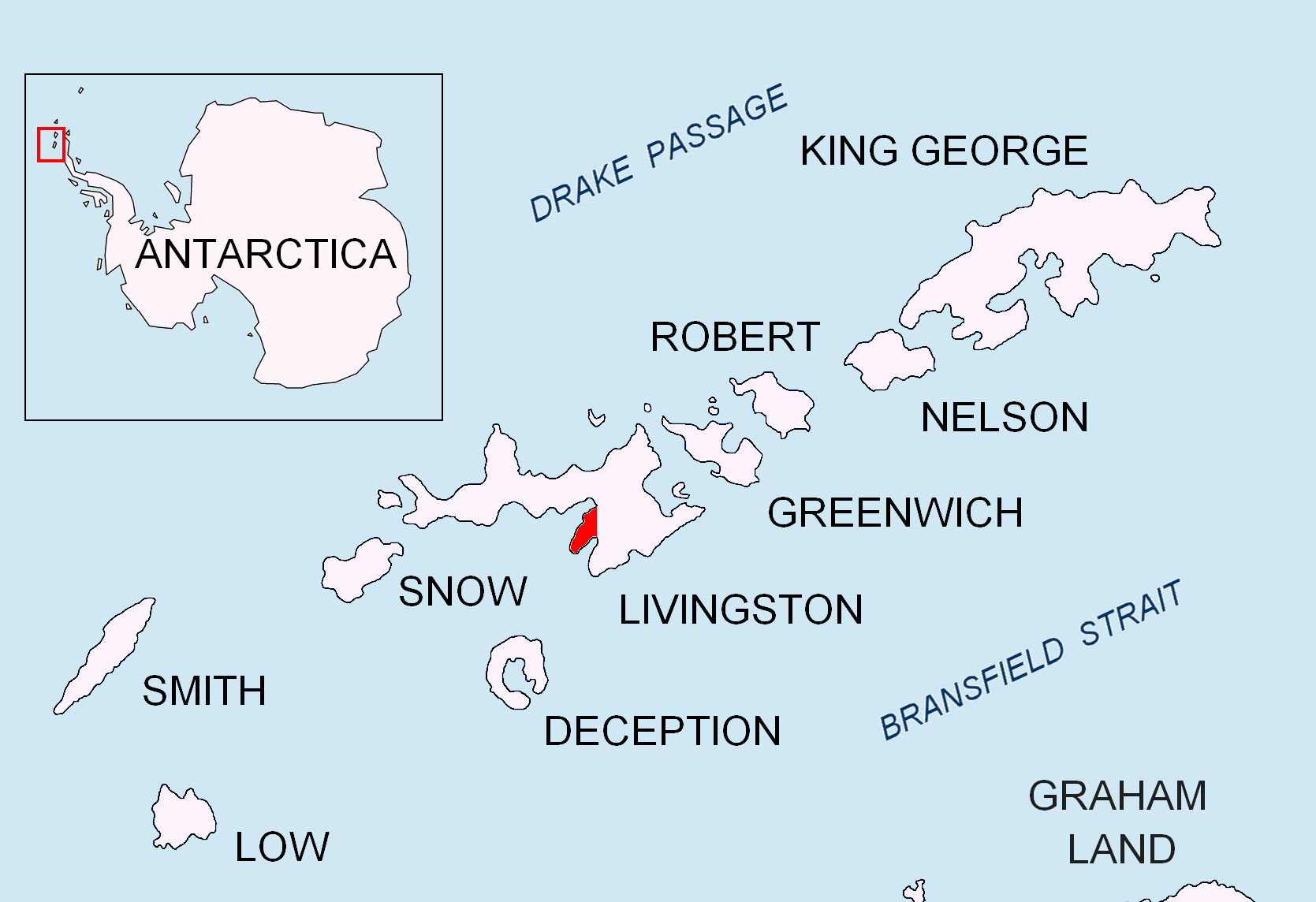

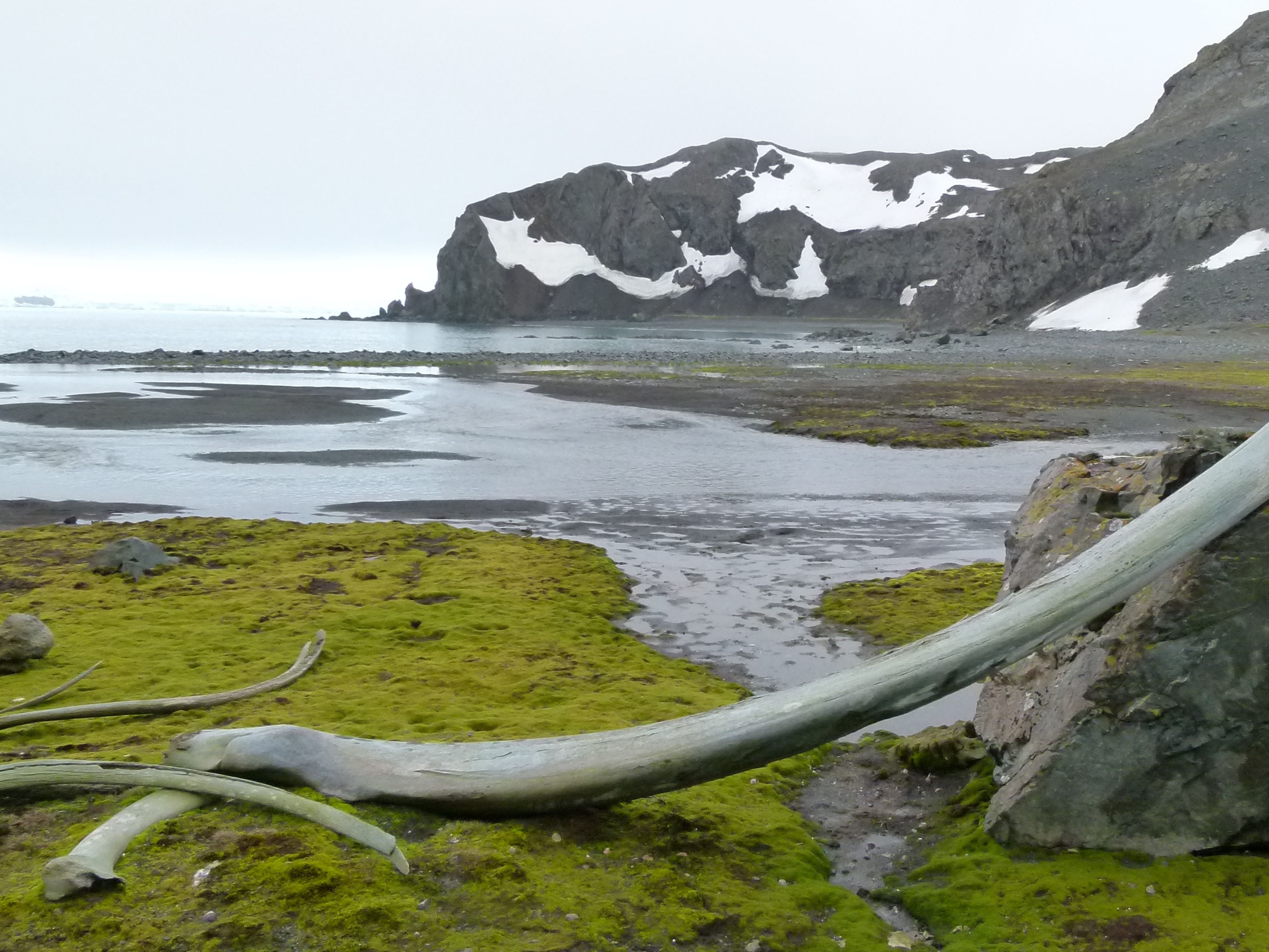

阿根廷灣是南極洲的海灣，位於南設得蘭群島的利文斯頓島，長0.33公里、寬1.28公里，處於赫斯佩里得斯角西南面3.3公里和米耶斯崖東北面5.84公里。

## 外部連結
- SCAR Composite Antarctic Gazetteer（页面存档备份，存于）.